# Silver and Cold
"Silver and Cold" — рок-баллада калифорнийской альтернативной рок-группы AFI. Выпущена в качестве третьего сингла с шестого студийного альбома Sing the Sorrow в 2003 году.

## Список композиций
1. «Silver and Cold» (Radio Edit) — 3:42
2. «Silver and Cold» (Album Version) — 4:11

## Видеоклип
Видеоклип был спродюсирован Джоном Хиллкоутом и заснят в Праге в Чехии. В нём Джейд Пьюджет, Адам Карсон и Хантер Бёрган торопятся остановить попытку самоубийства Дэйви Хэвока, который решил спрыгнуть с моста в реку. Однако когда они достигают места, то попадают в ужасную автокатастрофу. Хэвок как ни в чём не бывало уходит, но подразумевается, что он призрак.

## Позиции в чартах
| Чарт                       | Высшая позиция |
| -------------------------- | -------------- |
| Hot Mainstream Rock Tracks | 39             |
| Alternative Songs          | 7              |